# BioShock Infinite
BioShock Infinite é um jogo de tiro em primeira pessoa desenvolvido pela Irrational Games e publicado pela 2K Games. Lançado mundialmente para PC, PlayStation 3 e Xbox 360 em 26 de março de 2013,  BioShock Infinite é o terceiro game da série BioShock, sendo uma continuação indireta dos acontecimentos dos jogos anteriores e apresentando novos conceitos de jogabilidade. O roteiro do jogo foi desenvolvidos pelo diretor criativo da Irrational, Ken Levine, que inspirou-se em acontecimentos históricos na virada do século XX, como o movimento Occupy. Apesar do turbulento desenvolvimento do BioShock infinite, o jogo foi mundialmente aclamado pela sua beleza e gráficos extremamente realistas para a época, sendo um sucesso em vendas.
Situado em 1912, durante o crescimento do excepcionalismo americano, o jogo tem como primeiro protagonista, o ex-Pinkerton, agente Booker DeWitt, enviado para a cidade flutuante de Columbia com a missão de encontrar uma jovem mulher, Elizabeth, que foi mantida em cativeiro na maior parte de sua vida. Depois que Booker resgata Elizabeth, os dois se envolvem em um confronto de facções na cidade, são eles: os Nativistas, a Elite dos Fundadores, que se esforçam para manter a cidade para os americanos puros e a Vox Populi, rebeldes representando as pessoas comuns. Durante este conflito, Booker descobre que Elizabeth possui estranhos poderes, ela pode manipular fendas no espaço-tempo presentes na cidade de Columbia, ele também descobre que ela é a peça central para os segredos da cidade.
O jogador controla Booker durante todo o jogo, Elizabeth o segue controlada pela inteligência artificial. Como nos jogos anteriores da série BioShock, o jogador se usa de diversas armas, uma espécie de gancho e de poderes sobrenaturais concedidos através de Vigores (que funcionam como os Plasmids nos primeiros Bioshocks, que possuem capacidade de reescrever o DNA). Os Poderes de Elizabeth também podem ser usados para ajudar a combater as forças hostis. Em contraste com os espaços limitados da cidade subaquática de Rapture dos outros Bioshock, a cidade de Columbia está ao ar livre, e entrega mais desafios de combate, incluindo lutas que acontecem a bordo do Sky-Line, uma espécie de trilho de trem suspenso no ar. Existem mais dois conteúdos para download (DLCs) chamados de Burial at Sea episódio 1 e Burial at Sea episódio 2, que acrescentam trechos à história e o encerramento da Trilogia.
BioShock Infinite ganhou mais de 85 prêmios em seu pré-lançamento na exibição ocorrida na E3 2011, incluindo o Best of Show do Critics Game Awards. Após o lançamento, o jogo foi aclamado pelos críticos, que particularmente elogiaram sua história, cenário e estética visual. Seus temas envolvendo crenças políticas e religiosas, bem como o uso de imagens excessivamente violentas gerou muita controvérsia. BioShock Infinite vendeu mais de 3,7 milhões de cópias no varejo nos primeiros dois meses de seu lançamento, e desde então vendeu mais de 4 milhões de cópias em geral.

## Sinopse
O enredo de BioShock Infinite decorre durante o ano de 1912, e é localizado em Columbia, uma cidade fictícia estilo Steampunk suspensa no ar por meio de uma tecnologia chamada de "levitação quântica", dirigíveis gigantes e balões. Columbia é uma cidade utópica cheia de vida, cor e alegria…ou pelo menos assim parece. Tudo tem o seu porém, e enquanto se passa pelos belos cenários, há vários NPCs contentes ou interessantes ao longo da nossa jornada, também descobrimos ao longo do caminho um lado sombrio desta cidade que recria a “era excepcional” dos Estados Unidos da América. Temas maduros como a discriminação racial, sexismo e religião estão expostos no jogo de uma maneira bastante frontal e convincentes, que tanto podem chocar como impressionar. 
Durante os acontecimentos do jogo, as tensões raciais aumentaram até o ponto onde Columbia está à beira de uma guerra civil, travada entre os governantes "Fundadores" e a insurgente "Vox Populi", duas facções com ideologias opostas. Os Fundadores são a facção política que prevalece na cidade, eles são racistas ultranacionalistas que mantiveram o poder e controle sobre Columbia, e procuram manter a cidade puramente para cidadãos brancos americanos, negando a estrangeiros seus diversos privilégios. A Vox Populi (latim para "voz do povo") são um grupo de resistência oposta aos ultra-nacionalistas. Formou-se a partir de vários grupos com ideologias semelhantes, eles lutam para tomar o controle e restaurar os direitos de cidadania columbiana para as pessoas de todas as raças e religiões. No entanto, anos de lutas amargas têm impulsionado a Vox Populi em direção a oposição com um tremendo ódio cego, resultando em métodos mais violentos e brutais.
Além da disputa interna, Columbia é devastada por "Tears" (ou fendas) no tecido do espaço-tempo. Sendo o resultado de experimentos científicos do passado, essas fendas se revelam passagens para universos alternativos, e também permitem a interação com eles. Enquanto a maioria dos cidadãos columbianos consideram estas fendas como mera curiosidade, algumas pessoas têm explorado a visão oferecida por eles para criar radicalmente novas armas e tecnologias, enquanto outros copiam músicas futuristas, baseando-se em canções ouvidas a partir das fendas, trazendo elementos anacrônicos para o ano
de 1912.

### Personagens
Booker DeWitt (dublado por Troy Baker): É o personagem principal do jogo, é um ex-agente Pinkerton e conta com habilidades que o ajudam a enfrentar os diversos combates no jogo, além de ter tido uma filha chamada Anna DeWitt. Booker é enviado para Columbia pelos Lutece para resgatar Elizabeth de sua torre e quitar suas dívidas. 
Elizabeth Comstock: É a herdeira de Columbia. Ela pode abrir fendas no espaço-tempo que ajuda Booker em muitas batalhas. Ela ajuda Booker lhe fornecendo munição, sais e dinheiro; alem de abrir fechaduras com gazuas. Seria a supostamente a filha do profeta Zachary Comstock e a futura "messias" de Columbia. Ao descobrir seu poder de abrir fendas dimensionais, Comstock à prendeu numa torre onde era guardada pelo Songbird. Elizabeth permaneceu lá até os 19 anos, quando foi resgatada por Booker.
Zachary Hale Comstock (dublado por Kiff VandenHeuvel): É o antagonista principal, é o fundador de Columbia e líder dos Fundadores de elite que governam a cidade. Reverenciado como "o Profeta", em Columbia, Comstock tem mantido seu poder na cidade através de um poderoso culto de personalidade baseado no cristianismo e os fundadores dos Estados Unidos. Os fundadores se opõem pelo Vox Populi, liderada por Daisy Fitzroy ( Kimberly Brooks ). O Vox Populi foram criados por Comstock para atuar como um bode expiatório para a dissensão social entre a elite e criar um estado policial , e Fitzroy assumiu o papel de sua liderança devido ao seu ódio de maneiras do fundador.
Robert Lutece e Rosalind Lutece: São dois indivíduos misteriosos que levam Booker para Columbia e aparecem ao longo de suas viagens. Apesar de aparecer como gêmeos, eles são revelados a ser a mesma pessoa, mas a partir de duas realidades diferentes, tendo conseguido descobrir como se comunicar e, posteriormente, atravessar realidades. Rosalind é mostrada para ser a pessoa por trás das maravilhas tecnológicas que mantêm Columbia à tona.  Rosalind criou a máquina das fendas dimensionais, que poderiam encontrar outros universos. 
Daisy Fitzroy: Líder da insurreição conhecida como Vox Populi, composta das minorias da cidade com o objetivo de derrubar Comstock e os Fundadores. Fitzroy era empregada de Comstock e foi falsamente acusada de matar a Dama Comstock.
Dama Comstock: Esposa falecida de Zachary Comstock, era uma das seguidoras de Comstock e se tornou sua esposa. Foi assassinada pelo próprio Comstock após ela descobrir o surgimento de Elizabeth (Zachary e ela não tiveram filhos, o súbito surgimento de uma bebê já com nove meses). Comstock culpou sua empregada Daisy Fitzroy, que se tornou a líder da Vox Populi.
Jeremiah Fink: Um líder industrialista que controla todo o mercado em Colúmbia. Fink foi responsável pela criação de diversas tecnologias futuristas com o uso das fendas dos Lutece, criando assim tecnologias impossíveis para a época como robôs autômatos, os Vigors, e diversas armas.
Songbird: Guardião da torre de Elizabeth. Criado por Fink, o Songbird tem um laço emocional com Elizabeth e à protege com a vida. Sua relação lembra muito os Big Daddies e as Little Sisters.

## Jogabilidade
Como BioShock e BioShock 2, BioShock Infinite é um shooter em primeira pessoa com elementos de RPG. Em contraste com os espaços limitados de Rapture dos jogos anteriores da série, o ambiente de Columbia é bastante amplo o que gera novos desafios, e combates mais dinâmicos. Como Booker, o jogador deve lutar contra inimigos enquanto segue através de Columbia usando armas e uma variedade de ferramentas, a fim para completar os objetivos. O jogador pode carregar apenas duas armas ao mesmo tempo, e pode coletar outras armas e munições de inimigos derrotados ou em locais aleatórios em torno da cidade. Além de sua saúde, Booker também é equipado com um escudo que se recupera sozinho com o tempo. Enquanto que a energia pode ser reabastecida com kits médicos ou alimentos. No caso de Booker morrer, o jogador revive em uma área segura, mas perde uma pequena quantidade de dinheiro. Booker então recupera a saúde parcialmente e tem concedido munição adicional, enquanto os inimigos locais são também parcialmente curados.
Booker ganha poderes e habilidades através de Vigores, Equipamentos e Infusões, todos espalhados por Columbia. Vigores são equivalentes as Plasmids, de concessão ativado por poderes como a criação de ondas de choque, lançando raios de eletricidade, e também de possessão humana. Vigores requerem Sal, o equivalente a pontos de magia em Bioshock, para alimentar suas habilidades. Sais podem ser encontrados em toda Columbia, e também são concedidos após a morte. Os Equipamentos concedem habilidades passivas que podem melhorar a força do jogador ou resistência a danos, semelhante em função de BioShock. Cada peça de equipamento atribui a um dos quatro slots específicos: chapéus, camisas, botas e calças. Apenas um pedaço de equipamento pode ser afixada a um slot de cada vez. O jogador pode trocar um equipamento pelo outro dentro de um slot. Infusões concedem a capacidade de aumentar permanentemente a saúde do jogador, sais ou medidor de escudo por um status, mas também totalmente restaurar o que está sendo impulsionado.
Booker pode atravessar Columbia tanto a pé como com a "Sky-Line". O aerotrilho é uma especie de montanha-russa baseado em trilho-like - originalmente projetado para movimentação de cargas em torno de Columbia, mas mais tarde usado para transporte pessoal - após o que o jogador ativa uma ferramenta montado no pulso - o chamado Sky-Hook - onde Booker o usa para montar nos aerotrilhos. Os jogadores podem saltar para, fora de, e entre Sky-Line acompanha a qualquer momento, e pode enfrentar inimigos que usam o sistema para atacar, o jogador pode usar armas de uma mão, na mão livre de Booker enquanto estiver usando o Sky-Line. A liberdade de movimento ao longo da linha Sky permite diversas variedades de combate, incluindo acompanhamento, cobertura e ataques áreos de efeito por meio de usos criativos do sistema. Booker também pode mergulhar fora da Sky-Line para atacar os inimigos com seu Sky-Hook, enquanto no chão, ele pode usar o corpo a corpo e executar inimigos com ele.
Uma vez reunido com Elizabeth, o jogador deve trabalhar com ela para escapar de Columbia. O jogador não controla diretamente Elizabeth, mas ela reage ao jogador de acordo com determinada situação de combate. Ao contrário de BioShock, onde o jogador é encarregado de proteger uma Little Sister enquanto escoltava ela, Elizabeth requer nenhuma proteção e pode cuidar de si mesma em combate. Enquanto o jogador está na batalha, Elizabeth procura pela área suprimentos, como munição, kits médicos, sais e outros itens, e os joga para Booker, conforme necessário. Ela também pode usar seus poderes de abertura do espaço-tempo para auxiliar o jogador, trazendo armas, saúde, sais, características ambientais, como a tampa ou uma borda para um lugar mais alto, e as unidades de defesa automatizadas. Apenas uma fenda pode ser aberta de cada vez, fazendo com que o jogador decida entre as opções disponíveis para atender a batalha. Elizabeth também tem a capacidade de abrir fechaduras usando seu hairpin. No entanto, ela requer "um uso" gazuas, encontradas em toda Columbia, para abrir as portas ou cofres que armazenam itens valiosos ou ocultos.
Enquanto explora Columbia, o jogador, e Elizabeth, pode encontrar vários itens úteis, tais como dinheiro, comida, kits médicos, munições e Sais. Máquinas de venda automáticas, presentes em toda a Colômbia, pode ser usado para comprar suprimentos e upgrades poderosos para armas, e Vigores opcionais colaterais. E missões opcionais também estão disponíveis, onde o jogador deve desbloquear cofres ou decodificar cifras ocultas da Vox Populi; completá-las premia Booker com um punhado de suprimentos, Voxofones e upgrades de infusão.
À medida que o jogador progride através da cidade, ele é contestado por vários inimigos, classificadas em três tipos: Inimigos Padrão, lançadores pesados e Bases da Segurança Autômatos. Inimigos padrão são inimigos regulares compostos por várias forças humanas diferentes, representando os fundadores e a Vox Populi, lançadores pesados são inimigos mais formidáveis, alinhados com os Fundadores, que atuam como mini-chefes durante todo o jogo, exigindo novas táticas do jogador. Elas consistem em: Patriotas automatizados, Firemans, Homens Corvos, Boys of Silence (apenas na Casa Comstock) e Handymans. A Vox Populi também possuem suas próprias versões do Fireman, patriotas, handyman e o homem corvo. Bases da Segurança Automata são máquinas armadas espalhadas por Columbia que funcionam como um sistema de segurança de defesa para a cidade, as chamadas torretas de defesa.
Depois de completar o modo história em "fácil", "normal" ou  "difícil", o "Modo 1999" é desbloqueado, onde o desafio do jogo é significativamente aumentado. Os inimigos são muito mais duros de derrotar, o auxílio de navegação do jogador é removido, e gestão de recursos é muito mais crucial para a sobrevivência, também, a dificuldade do jogo não pode ser alterado durante o jogo. 
Mas o jogador pode usar uma trapaça conhecida como "Konami Code" para desbloquear o modo 1999 antes de zerar o jogo, esta trapaça pode ser feita a qualquer momento no menu principal do game; a código é este: 
Xbox 360: Cima, Cima, Baixo, Baixo, Esquerda, Direita, Esquerda, Direita, B e A  
Playstation 3: Cima, Cima, Baixo, Baixo, Esquerda, Direita, Esquerda, Direita, O e X  
PC: Cima, Cima, Baixo, Baixo, Esquerda, Direita, Esquerda, Direita, Tecla de cancelar (normalmente ESC), tecla de confirmar (normalmente ENTER)

## Desenvolvimento
BioShock Infinite foi desenvolvido pela Irrational Games e publicado pela 2K Games, com Ken Levine como escritor principal do jogo e diretor de criação. Irracional e Levine, que já havia desenvolvido o primeiro BioShock , passou a trabalhar na sequela BioShock 2 em favor de um novoBioShock jogo com uma configuração diferente, com a Take-Two Interactive dando-lhes liberdade para desenvolvê-lo . O trabalho sobre Infinite começou em fevereiro de 2008, com o conceito do jogo que está sendo formado, seis meses após BioShock 2 ser lançado. Sob o apelido de "Projeto Icarus", Irrational trabalhou em segredo no Infinite para dois e ano-a-meio, antes de seu anúncio, em 12 de agosto de 2010. O desenvolvimento do jogo levou cerca de cinco anos, com ele finalmente lançado em 26 de março de 2013.
A feira 1893 de mundo em Chicago, considera-se que floresceu a ideia de excepcionalismo americano, é uma grande influência sobre Infinite ' s história eo projeto de Columbia.
Durante os estágios iniciais de desenvolvimento, a equipe da Irrational originalmente considerou várias definições para o jogo, incluindo a reutilização de Rapture, antes de finalmente decidir sobre a cidade flutuante de Columbia. Para moldar a história do jogo e o mundo de Columbia, a equipe teve a inspiração de eventos na virada do século XX e a expansão do conceito de excepcionalismo americano definido pelo 1893 Feira Mundial de Chicago. Os recentes acontecimentos no o tempo, como o movimento Occupy em 2011, bem como filmes, incluindo Stanley Kubrick 's The Shining , Robert Zemeckis 's Back to the Future , e David Lynch 's Blue Velvet também serviu de inspiração para o jogo.
O centro do jogo é a personagem Elizabeth, que Levine queria que seja mais um "motorista emocional" e companheiro para o jogador semelhante a Half-Life 2, em vez de uma missão de escolta. Além disso, em contraste ao Jack de BioShock, o personagem do jogador Booker foi dada uma voz, a decisão de evitar a complacência com o tema "protagonista silencioso", assim como para ter interações face-a-face com outros personagens não-jogadores, em vez de ser dito o que fazer mais de um rádio ou separados por uma barreira. Levine teve uma abordagem mais inovadora para a sua história, trazendo os dubladores de Booker e Elizabeth, Troy Baker e Courtnee Draper , respectivamente, para o estúdio para desenvolver os personagens e ajudar a refinar a história. Levine, no entanto, não forneceu para os atores o pleno conhecimento da história, a fim de ajudá-los a desenvolver o relacionamento de seus personagens de uma forma muito mais natural.
De acordo com Levine, Infinite foi um jogo criado a partir do zero, com nenhum dos seus ativos retirados dos anteriores BioShock. Em termos de jogabilidade, a equipe projetou os espaços verticais e ao ar livre de Columbia para dar mais oportunidades para incluir vários tipos de combate, em comparação com o close, variou limites de Rapture dentro do primeiro BioShock. A Irrational criou opções como um elemento multiplayer, mas estes foram mais tarde descartados, com o jogo, em última análise o transporte com apenas o modo single-player. Numerosos materiais, tais como locais, armas, Vigores, mecânica das fendas, personagens e outros inimigos, foram cortados do jogo, pois ele se aproximava da publicação, com alegações de que material suficiente para cinco ou seis jogos tinha sido desmantelada durante este processo.
BioShock Infinite foi lançado mundialmente em OS X, Microsoft Windows, PlayStation 3 e Xbox 360, em 26 março de 2013. Levine afirmou que os problemas enfrentados pelas três versões para Windows e PlayStation dos anteriores BioShock tinha sido regularizado no Infinite, a versão do Windows, ativado por Steamworks, não usaria o adicional de gerenciamento de direitos digitais de software, como jogos para Windows - ao vivo ou SecuROM, enquanto que a versão PlayStation 3 não seria uma porta, como essa versão foi desenvolvido por in-house simultaneamente com as versões para Windows e Xbox 360. Aspyr mais tarde ajudou a porta Infinite ao OS X da plataforma, que foi lançado em 29 de agosto de 2013.

### Música
A trilha sonora original de BioShock Infinite foi composta por Garry Schyman, que já havia composto os escores de BioShock e BioShock 2. Schyman optou por uma abordagem completamente nova de pontuação para Infinite desde o início devido a diferenças com o anteriores BioShock. Ele disse que, em comparação com os jogos anteriores, Infinite, tem um mundo e período de tempo "completamente diferente e único em quase todos os aspectos", e que ele estava "muito mais aprofundado em termos de personagens" com história que está sendo conduzido pelos dois principais protagonistas. Schyman notou que ele trabalhou na pontuação durante um período prolongado de tempo, e devido à uma longa evolução do  ciclo de desenvolvimento do jogo, que levou mais tempo para encontrar o caminho certo para a pontuação. Depois de muita experimentação, Schyman descobriu que usando uma partitura musical mais simples seria o melhor para o jogo como ele sentiu que era consistente com o tempo mais simples de 1912. No entanto, Schyman afirmou que ele não se limitou à música do período , e acrescentou que, embora a definição do jogo de 1912 foi muito influente, não foi determinante. Ele disse: "Eu não queria imitar a música popular de 1912 que não é particularmente emocional aos nossos ouvidos em 2013". Originalmente, trabalhando com um mais orquestral abordagem, Schyman usado mais tarde muito íntimos pequenos ensembles de cordas com qualquer lugar de três a dez jogadores para compor o score do jogo relativamente simples. Schyman também chamada Elizabeth um elemento crítico para a música, explicando que "um monte de música se relaciona com ela e algumas das coisas emocionais que ela está passando. Ele passou a descrever Infinite  como "mais de um escore emocional", como era sobre a relação entre os dois personagens principais do jogo, Booker e Elizabeth.
Ken Levine afirmou que a pontuação foi em parte inspirado em Jonny Greenwood através de There Will Be Blood, que serviu como um "bom" ponto de partida, e Paul Buckmaster através de 12 macacos. A pontuação do jogo e a música licenciada foi também fortemente influenciado por tendências históricas. Levine comentou que com o original BioShock, definido em meados do século XX, era fácil de adquirir peças musicais representativos da época. Com Infinite, no entanto, grande parte da música gravada seria considerada desagradável e "terrível" para o "ouvido moderno", segundo Levine. Consequentemente, a fim de escolher a "grande" música licenciada para o jogo, a equipe teve que explorar as mudanças na música durante este período, observando-se que grande parte das primeiras formas de música na América seriam derivados de gospel, ragtime, blues e jazz, trabalhos influenciados por afro-americanos e sua herança. Levine passou a afirmar que a música e as canções do jogo iriam desempenhar um papel importante na história.

## Marketing
A Irrational e a 2K Games usaram um número de diferentes abordagens de marketing para promover o jogo. Eles trabalharam com várias revistas de jogos para criar a arte promocional refletindo a virada do século XX, e desenvolveu tie-in videoclipes provocando mitologia do jogo no estilo de In "Search Of... ". Um jogo de navegador autônomo, BioShock Infinite: Revolução Industrial , foi desenvolvido pela preguiçosos 8 Studios sob a direção da Irrational para promover o jogo principal e fornecer o jogador com recompensas no jogo. Mídia promocional adicionais incluíram um livro de arte, figurinos de vários personagens no jogo, uma novela prequel, um jogo de tabuleiro, e um concurso para o vencedor ter seu nome usado dentro do jogo.

## Pré-lançamento
BioShock Infinite estava em exposição para o público em geral na E3 2011, e venceu como "Melhor Jogo da Feira", pela Game Critics Awards, e também como "Melhor Jogo Original", "Melhor Jogo de Ação/Aventura", além de "Melhor Jogo para PC".